# Heinrich Wilhelm von Billerbeck
Heinrich Wilhelm von Billerbeck (* 8. März 1707 in Warnitz; † 18. März 1775 ebenda) war ein preußischer Oberst und Chef des Husarenregiments „von Dieury“ sowie Erbherr auf Warnitz.

## Leben
Sein Vater war Anton Christoph von Billerbeck, Erbherr auf Warnitz und preußischer Kornett. Seine Mutter war Esther, geborene von Steinwehr.
Billerbeck stand beim Leib-Husarenregiment der Preußischen Armee seit dessen Gründung und avancierte bis 1746 zum Oberst. Er erhielt danach das Husarenregiment „von Dieury“, mit dem er im Zweiten Schlesischen Krieg kämpfte. Aufgrund seines Alters nahm er im August 1753 seinen Abschied und zog sich auf sein Gut Warnitz zurück, wo ihm der Gutsanteil Warnitz (c)  gehörte. Dort starb er 1775.
Billerbeck war seit 1755 mit Johanna Juliane Luise von Schöning (1727–1789) verheiratet. Seine Söhne Anton Ernst Wilhelm und Otto Ernst Heinrich erbten nach seinem Tode das Gut Warnitz (c). Seine Tochter Marianne Luise Tugendreich (1763–1840) heiratete 1791 Richard Ehrenreich von Schöning (1747–1806).